# Emblema di Bougainville
L'emblema di Bougainville, adottato nelle sue forme attuali nel 2002, è uno dei simboli ufficiali della regione autonoma di Bougainville, nella Papua Nuova Guinea.

## Descrizione
L'emblema di Bougainville è composto da un garamut, un tamburo a fessura, sovrastato da due lance incrociate e da un upe a strisce bianche e rosse. Quest'ultimo si tratta di un copricapo indossato dagli uomini di Bougainville come simbolo dell'età adulta. Dietro l'upe sono presenti due fasci di bastoni (usati per suonare il garamut).
Sul tamburo è riportata, in lingua inglese, l'iscrizione «Autonomous Region of Bougainville».

## Storia
Nel 2018 il governo autonomo di Bougainville, attraverso il Bougainville Flag, Emblem and Anthem (Protection) Act 2018, regolamentò lo status dell'emblema e ha imposto una multa di 10 000 kina (100 000 per le società) per chi lo usi impropriamente.